# Sweet Sorrow
Sweet Sorrow (Hangul: 스윗 소로우) er en sydkoreansk mandlig kvartet, der synger a capella og popmusik. Kvartetten består af fire medlemmer: In Ho-Jin, Song Woo-Jin, Kim Young-Woo og Seung Jin-Hwan. Gruppen blev dannet i 2002.

## Historie
Gruppen består af fire mandlige vokalister, In Ho-jin, Song Woo-jin, Kim Young-woo og Sung Jin-hwan.
Navnet på gruppen, "Sweet Sorrow", kommer fra Shakespeare's "Romeo og Julie." De kom op med dette navn, da de gik igennem vanskeligheder i 2002.
De fire mødtes på Glee Club, Yonsei Universitets mandlige kor. In, den ældste og gruppens leder, forklarede, hvordan de dannede Sweet Sorrow: "Glee-klubben havde to koncerter hvert år, sommer og vinter. Otte medlemmer af koret dannede en a cappella-gruppe for at prøve noget nyt på koncerterne og arrangerede sange, der gav gode reaktioner fra publikum. Senere var kun fire af os tilbage".
Selv om de kommer fra et fremtrædende universitet og kunne have valgt andre karriereveje, fortsatte de samarbejdet. Deres vendepunkt som professionelle musikere kom, da de vandt Yoo Jae-ha Music Competition i 2004. De modtog førstepræmie med deres oprindelige titelsang, "Sweet Sorrow", og de fik kontrakttilbud fra flere agenturer. Endelig underskrev Sweet Sorrow en kontrakt med Mezoo Cultures og udgav deres første album med navnet `'Sweet Sorrow' 'i november 2005, og sangene på albummet blev anvendt på MBC dramaet "The Ghost of the Gifted" OST.
Deres første album var ikke et stort hit. Senere arbejdede de på lydsporene til 2006-dramaet Alone in Love og War of Money i 2007 og fik anerkendelse. Senere i 2007 deltog de i Showvival, en koreansk version af American Idol sendt på MBC. Sweet Sorrow blev straks populære for deres arrangement af hit sange og vandt i løbet af programmets anden sæson.
De udgav deres andet album, "SweeticS", i slutningen af marts 2008 for at vise egne evner gennem deres originale musik. De komponerede alle sange på albummet og holdt fast ved deres principper.
Gruppen er åben for andre aktivitetsområder som skuespil og komedie på forskellige shows. For eksempel optrådte lederen, In, sig som gæstestjerne i en episode af KBS Drama City. I 2016 medvirkede gruppen i Immortal Songs 2.

## Discografi

### Studio albums
- Sweet Sorrow (2005)
- Sweetics (2008)
- Songs (2009)
- VIVA (2012)
- For Lovers Only (2014)
- For Losers Only (2015)

## Nomineringer og hæderspriser
| År   | Pris                     | Kategory                  | Nomineret værk | Resultat |
| ---- | ------------------------ | ------------------------- | -------------- | -------- |
| 2012 | MBC Entertainment Awards | Excellence Award in Radio |                | vinder   |